# Samsung Tower Palace
Samsung Tower Palace là một nhóm gồm 7 tòa nhà, đặt tên theo thứ tự từ A-G, nằm ở Dogok-dong, Gangnam-gu, Seoul, Hàn Quốc. Khu vực này gồm các cao ốc có số tầng từ 42-72, tất cả được xây dựng từ giữa năm 2002 và 2004 và được sử dụng như khu phức hợp dân cư cao cấp. Tower Palace "G", có 73 tầng và cao 264 mét (866 feet), là tòa nhà cao nhất Hàn Quốc kể từ năm 2004 nhưng đã bị vượt mặt bởi Northeast Asia Trade Tower vào năm 2009. Hình dạng của tòa tháp được cấu tạo từ ba cạnh hình bầu dục liên kết với nhau.
Các nhà xây dựng của Tower Palace lắp đặt công nghệ bảo mật cao. Thẻ khóa được cấp bắt buộc sử dụng tại tất cả lối vào và thang máy. Cửa vào của mỗi hộ được yêu cầu bởi mật mã khóa hoặc dấu vân tay.
Phần lớn trong tòa nhà được tự động hóa cao. Tất cả mọi thứ từ ánh sáng, rèm cửa, mạng gia đình và thậm chí cả máy giặt, điều hòa, TV,... đều được cài đặt trước để thực hiện một thao tác nhất định tại một thời điểm xác định hoặc khi một chế độ nào được kích hoạt bởi điều khiển từ xa. Toàn bộ căn nhà có thể điều khiển qua điện thoại di động thông minh của chủ sở hữu.
Sân đậu trực thăng nằm trên mái của tất cả tòa nhà.